# Grand Rapids (Michigan)
Grand Rapids, auch als Furniture City (Möbelstadt) bekannt, ist die zweitgrößte Stadt im US-Bundesstaat Michigan. Das U.S. Census Bureau hat bei der Volkszählung 2020 eine Einwohnerzahl von 198.917 ermittelt.
Sie ist Sitz der Countyverwaltung (County Seat) des Kent County im südwestlichen Teil des Bundesstaates.

## Geographie

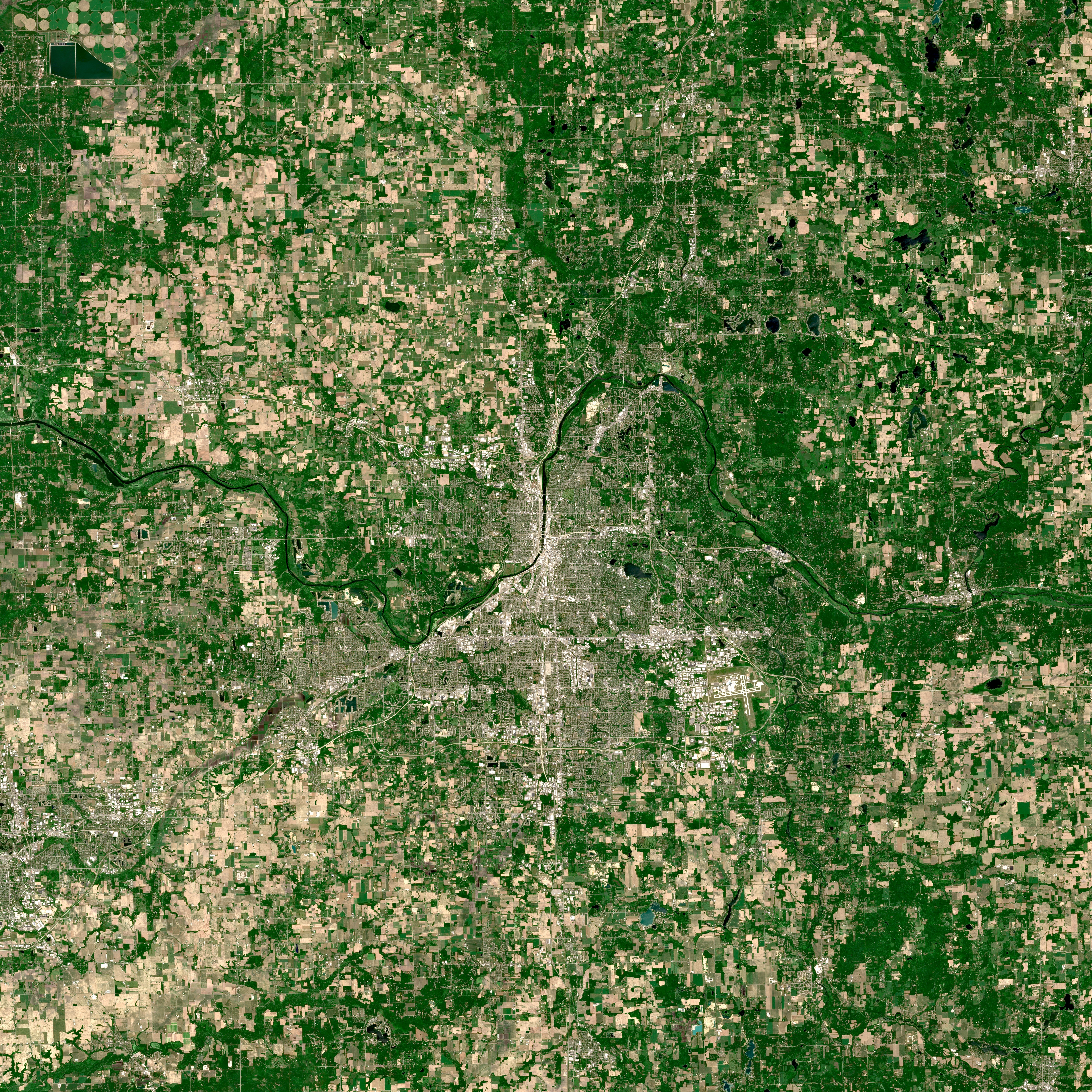
Grand Rapids und die umliegenden Vororte, aufgenommen vom Satelliten Sentinel-2 am 21. Juni 2022.

Grand Rapids liegt in 188 m Höhe am Grand River, wo sich früher eine Reihe von Stromschnellen (englisch: Rapids) befanden.
Laut dem US-amerikanischen Amt für Statistik hat die Stadt eine Fläche von 117,4 km².

## Geschichte
Das Gebiet des späteren Grand Rapids wurde zuerst nach 1820 von christlichen Missionaren und Pelzhändlern besiedelt, die im Allgemeinen friedlich mit dem nahe dem Grand River sesshaften Stamm der Odawa lebten.
Der offizielle Gründer Grand Rapids’ war Louis Campau, der dort ab November 1826 mit den Indianern Handel trieb. Zuwanderer aus New York und Neu-England kamen nach 1830.
Grand Rapids wurde offiziell am 1. Mai 1850 zur Stadt, indem die damals 2686 Einwohner umfassende Gemeinde für die Annahme der Stadtverfassung stimmte.
In der zweiten Hälfte des 19. Jahrhunderts wurde die Stadt ein bedeutendes Zentrum der Holzindustrie und in den USA führend auf dem Gebiet der Möbelherstellung. Die Stadt wurde auch zu einem Mittelpunkt der niederländischen Einwanderung im 19. Jahrhundert.
Am 25. Januar 1945 wurde Grand Rapids die erste amerikanische Stadt, deren Trinkwasser zur Kariesprophylaxe mit Fluorid versetzt wurde.
Nachdem die Zeitschrift Newsweek Grand Rapids wegen der rückläufigen Bevölkerungsentwicklung als „sterbende Stadt“ bezeichnet hatte, wurde in Grand Rapids unter der Mitwirkung von über 5000 Einwohnern im Mai 2011 das mit neun Minuten seinerzeit weltweit längste Lipdub gedreht und auf der Videoplattform YouTube veröffentlicht. Es ist eine Version des Folk-Rock-Klassikers American Pie von Don McLean.
Am 2. November 2020 haben Unbekannte den 100 Jahre alten jüdischen Friedhof der konservativen Synagogengemeinschaft von Ahavas (Congregation Ahavas Israel) geschändet. Mehrere Grabsteine wurden in roter Farbe mit den Aufschriften „Trump“ und „MAGA“ besprüht. Letzteres steht für US-Präsident Donald Trumps Motto Make America Great Again. Der Michigan Democratic Jewish Caucus sprach von einer Drohbotschaft an die Adresse jüdischer Wähler.

### Einwohnerentwicklung
| Jahr | Einwohner¹ |
| ---- | ---------- |
| 1980 | 181.843    |
| 1990 | 189.126    |
| 2000 | 198.057    |
| 2010 | 188.051    |
| 2020 | 198.917    |

¹ 1980–2020: Volkszählungsergebnisse

Die folgende Tabelle zeigt die Einwohnerentwicklung der Metropolitan Statistical Area Grand Rapids-Wyoming nach der Definition des U.S. Census Bureau 2015
| Jahr | Einwohner¹ |
| ---- | ---------- |
| 1990 | 791.515    |
| 2000 | 930.880    |
| 2010 | 988.940    |
| 2020 | 1.087.592  |

¹ 1990–2020: Volkszählungsergebnisse

## Politik
Die Bürger von Grand Rapids führten 1916 das Rat-Manager-System ein. Seitdem ist die politische Verantwortung zwischen dem Bürgermeister und dem angestellten City Manager, der vom Rat bestellt wird, geteilt. Der Rat hat im Übrigen nur gesetzgebende Funktion.
Der ehemalige US-Präsident Gerald Ford lebte lange in Grand Rapids, weshalb ihm hier das Gerald Ford Presidential Museum gewidmet ist. In Grand Rapids verkündete der ehemalige demokratische Präsidentschaftskandidat John Edwards am 14. Mai 2008 seine Unterstützung für die Präsidentschaftskandidatur von Barack Obama.

### Städtepartnerschaften
Grand Rapids unterhält Partnerschaften mit fünf Städten:
- Omihachiman, Japan (1986)
- Bielsko-Biała, Polen (1991)
- Perugia, Italien (1993)
- Ga Districts East und West, Ghana (1994)
- Zapopan, Mexiko (2008)
- Gangnam-gu (Seoul), Südkorea (2021)[9]

## Wirtschaft
Die Metropolregion von Grand Rapids erbrachte 2016 ein Bruttoinlandsprodukt von 58,5 Milliarden US-Dollar und belegte damit Platz 53 unter den Großräumen der USA. Die Arbeitslosenrate in der Metropolregion betrug 2,9 Prozent und liegt damit unter dem nationalen Durchschnitt von 3,8 Prozent (Stand: März 2018).
Grand Rapids war lange ein Zentrum der amerikanischen Möbelindustrie. Spätestens mit der Weltausstellung in Philadelphia 1876 wurde es international als Möbelstadt bekannt. Auch wenn die Bedeutung der Möbelindustrie seit den 1960er Jahren abnimmt, ist Grand Rapids heute noch Weltführer bei der Produktion von Büromöbeln. So sind unter anderem die Kindel Furniture Company, die Grand Rapids Chair Company und Steelcase ansässig. In jüngerer Zeit kamen einige Unternehmen der Biotechnologie hinzu, zusätzlich zum Van Andel Medical Institute und der neuen Cook-Devos Medical Training Facility, die Teil der Grand Valley State University ist, sowie der neuen medizinischen Ausbildungsstätte der Michigan State University.
Bei Grand Rapids liegt der Gerald R. Ford International Airport.
Grand Rapids ist der Austragungsort von ArtPrize, eine jede zwei Jahre stattfindende Kunstausstellung, welche sich dezentralisiert über die gesamte Innenstadt erstreckt. Insgesamt werden Preise mit einem Gesamtwert von über 500.000 US-Dollar vergeben. Nach eigenen Angaben bringt die Veranstaltung eine halbe Million Touristen und mehrere Millionen US-Dollar in die lokale Wirtschaft ein.

## Medien
- WPRR, Radiostation

## Sport
Seit 2014 ist das NBA Development League Team Grand Rapids Drive in der Stadt beheimatet. Die Heimspiele trägt das Team in der DeltaPlex Arena aus. Ebenso ist mit den Grand Rapids Griffins ein American-Hockey-League-Team in der Stadt angesiedelt, das seine Heimspiele in der Van Andel Arena austrägt. Der seit 1977 stattfindende River Bank Run ist einer der weltweit bedeutendsten Straßenläufe über 25 km.
Seit 1994 spielt im benachbarten Comstock Park das Baseball-Team der West Michigan Whitecaps, ein Farmteam der Detroit Tigers.
2015 startete der Amateurfußballverein Grand Rapids FC. In der ersten Saison wurde in der Great Lakes Premier League gespielt, 2016 wechselten „Die Blauen“ in die National Premier Soccer League. In der ersten Saison im heimischen Houseman Field waren mehr als 4.500 Zuschauer im Durchschnitt zu Besuch.

## Sehenswürdigkeiten
- John Ball Park
- Calvin College
- Van Andel Arena, Heimat der Eishockeymannschaft Grand Rapids Griffins
- Devos Place Convention Center
- Frederik Meijer Gardens & Sculpture Park
- John Ball Zoo
- Grand Rapids Art Museum

## Persönlichkeiten

### Söhne und Töchter der Stadt
- Harry Spanjer (1873–1958), Boxer, Olympiasieger
- Charles Daniel White (1879–1955), römisch-katholischer Bischof von Spokane
- Arthur H. Vandenberg (1884–1951), Politiker
- Stanley Ketchel (1886–1910), Boxer
- Ford Beebe (1888–1978), Regisseur, Drehbuchautor und Produzent
- Stephen Goosson (1889–1973), oscarprämierter Szenenbildner
- Frederick Henry Mueller (1893–1976), US-Handelsminister
- Jack Rice (1893–1968), Schauspieler
- Leo Sowerby (1895–1968), Komponist
- John Herman Randall, Jr. (1899–1980), Historiker und Philosoph
- Ward Silloway (1909–1965), Jazzmusiker
- Linda Braidwood (1909–2003), Archäologin
- Louise C. Youtie (1909–2004), Papyrologin
- Lew Douglas (1912–1997), Arrangeur, Musikproduzent und Songwriter
- T. L. Sherred (1915–1985), Science-Fiction-Autor
- Lorna Gray, eigentlich Virginia Pound (1917–2017), Schauspielerin
- Richard DeVos (1926–2018), Gründer und Besitzer von Amway
- Frank McCabe (1927–2021), Basketballspieler
- Edmund Casimir Szoka (1927–2014), emeritierter römisch-katholischer Erzbischof von Detroit
- Arno Marsh (1928–2019), Jazz-Tenorsaxophonist
- Joseph Crescent McKinney (1928–2010), römisch-katholischer Weihbischof in Grand Rapids
- Frank J. Sorauf (1928–2013), Politikwissenschaftler und Hochschullehrer
- Robert John Rose (1930–2022), römisch-katholischer Bischof in Grand Rapids
- Frederic N. Andre (1933–2014), Jurist und Regierungsbediensteter
- Del Shannon (1934–1990), Sänger
- Roger B. Chaffee (1935–1967), Astronaut (Apollo 1)
- Jack R. Lousma (* 1936), Astronaut (Skylab 3, STS-3)
- Stephen W. Bosworth (1939–2016), Universitätsdekan und Diplomat
- Kurt Luedtke (1939–2020), Drehbuchautor und Oscarpreisträger
- George Andrie (1940–2018), American-Football-Spieler
- Max Apple (* 1941), Schriftsteller und Drehbuchautor
- Ken Medema (* 1943), Komponist und Sänger
- Leonard Schrader (1943–2006), Autor, Filmregisseur und -produzent
- Henry F. Schaefer (* 1944), Chemiker und Hochschullehrer
- Paul Schrader (* 1946), Drehbuchautor und Filmregisseur
- Marvin Wayne Meyer (1948–2012), Koptologe
- Chris Van Allsburg (* 1949), Zeichner und Buchautor (Jumanji, Der Polarexpress)
- Jim Maki (* 1950), Skispringer
- Fergie Frederiksen (1951–2014), Sänger, u. a. der Band Toto
- Gregg F. Gunnell (1954–2017), Primatologe und Paläontologe
- Kim Zimmer (* 1955), Schauspielerin
- Scott Steed (1957–2020), Jazzmusiker
- Tony Tucker (* 1958), Boxer
- Antonia Franceschi (* 1960), Balletttänzerin, Choreographin und Schauspielerin
- Carl Paganelli (* 1960), NFL-Schiedsrichter
- Roger Mayweather (1961–2020), Profiboxer und Boxweltmeister
- Jon Casey (* 1962), Eishockeytorwart
- Anthony Kiedis (* 1962), Mitbegründer, Texter und Sänger der Red Hot Chili Peppers
- Eric Allan Kramer (* 1962), Schauspieler
- Andy Richter (* 1966), Entertainer
- Stacy Haiduk (* 1968), Schauspielerin
- James Toney (* 1968), Boxer
- Xavier Davis (* 1971), Jazzmusiker
- Matt Keeslar (* 1972), Schauspieler
- Adina Howard (* 1974), Sängerin
- Marc Miller (* 1975), Autorennfahrer
- Quincy Davis (* 1977), Jazzmusiker
- Floyd Mayweather Jr. (* 1977), Boxer
- Justin Amash (* 1980), Politiker
- Brian Mast (* 1980), Politiker
- Jason Hartmann (* 1981), Langstreckenläufer
- Chris Kaman (* 1982), deutscher Basketballspieler
- Dathan Ritzenhein (* 1982), Langstreckenläufer
- Kyle Visser (* 1985), Basketballspieler
- Paul Walter Hauser (* 1986), Filmschauspieler
- Luke Glendening (* 1989), Eishockeyspieler
- Taylor Lautner (* 1992), Schauspieler
- Morgan Tuck (* 1994), Basketballspielerin
- Logan Webber (* 1995), Beachvolleyballspieler
- Devin Booker (* 1996), Basketballspieler
- Gabriela Leon (* 1999), Stabhochspringerin
- Riley Tanner (* 1999), panamaische Fußballspielerin
- Johanna Gerlinger (* 2003), deutsch-US-amerikanische Basketballspielerin

### Persönlichkeiten mit Bezug zur Stadt
- Gerald Ford (1913–2006), 38. US-Präsident (1974–1977); seine Grabstätte befindet sich in Grand Rapids

## Klimatabelle
|                       | Jan  | Feb  | Mär  | Apr  | Mai  | Jun  | Jul  | Aug  | Sep   | Okt  | Nov  | Dez  |   |       |
| Mittl. Tagesmax. (°C) | −1,7 | −0,2 | 6,0  | 13,7 | 20,7 | 25,9 | 28,2 | 26,9 | 22,2  | 15,4 | 7,7  | 0,8  | ⌀ | 13,9  |
| Mittl. Tagesmin. (°C) | −9,6 | −9,0 | −3,7 | 1,9  | 7,6  | 12,9 | 15,8 | 14,7 | 9,9   | 3,9  | −1,0 | −6,3 | ⌀ | 3,2   |
|                       |      |      |      |      |      |      |      |      |       |      |      |      |   |       |
| Niederschlag (mm)     | 46,5 | 36,1 | 66,8 | 85,6 | 79,5 | 93,5 | 81,0 | 90,7 | 107,7 | 71,4 | 84,3 | 72,4 | Σ | 915,5 |
|                       |      |      |      |      |      |      |      |      |       |      |      |      |   |       |
| Regentage (d)         | 10,1 | 7,5  | 9,7  | 10,3 | 8,0  | 8,4  | 7,4  | 7,5  | 8,3   | 8,4  | 10,4 | 11,4 | Σ | 107,4 |

| −9,6 |

| −9,0 |

| −3,7 |

| 1,9 |

| 7,6 |

| 12,9 |

| 15,8 |

| 14,7 |

| 9,9 |

| 3,9 |

| −1,0 |

| −6,3 |

| −9,6 |

| −9,0 |

| −3,7 |

| 1,9 |

| 7,6 |

| 12,9 |

| 15,8 |

| 14,7 |

| 9,9 |

| 3,9 |

| −1,0 |

| −6,3 |